# Melodifestivalen 2020
Melodifestivalen 2020 – 60. edycja festiwalu, będącego szwedzkimi eliminacjami do 65. Konkursu Piosenki Eurowizji. Półfinały odbyły się, kolejno: 1, 8, 15 i 22 lutego, koncert drugiej szansy – 29 lutego, a finał – 7 marca. Podczas rund półfinałowych o wynikach decydowali telewidzowie za pomocą głosowania telefonicznego, natomiast zwycięzcę wybrali wraz z międzynarodową komisją jurorską.

## Format
Do konkuru zostało zakwalifikowanych 28 uczestników, którzy następnie zostali podzieleni na cztery siedmioosobowe półfinały. Z każdego półfinału dwójka najlepszych uczestników otrzyma automatyczny awans do finału, a laureaci trzeciego oraz czwartego miejsca półfinałów zakwalifikowani będą do etapu drugiej szansy, z którego kolejna czwórka awansuje do wielkiego finału.
Podczas rund półfinałowych o wynikach zdecydują telewidzowie, w którym siedem grup wiekowych oraz osoby głosujące telefonicznie ocenią piosenki punktacją z Eurowizji (1-8,10,12, w półfinałach bez jednego, dwóch i trzech punktów). Natomiast reprezentanta wybiorą wraz z międzynarodową komisją jurorską (osiem komisji z państw z całej Europy).

### Harmonogram
Podobnie jak w poprzednich latach, w 2020 każdy etap konkursu odbędzie się w innym szwedzkim mieście. Finał zostanie zorganizowany w Friends Arena w Solnie na północ od centrum Sztokholmu.
| Data      | Miasto     | Miejsce               | Etap                         |
| --------- | ---------- | --------------------- | ---------------------------- |
| 1 lutego  | Linköping  | Saab Arena            | Półfinał 1                   |
| 8 lutego  | Göteborg   | Scandinavium          | Półfinał 2                   |
| 15 lutego | Luleå      | Coop Norrbotten Arena | Półfinał 3                   |
| 22 lutego | Malmö      | Malmö Arena           | Półfinał 4                   |
| 29 lutego | Eskilstuna | Stiga Sports Arena    | Druga szansa (Andra chansen) |
| 7 marca   | Sztokholm  | Friends Arena         | Finał                        |

## Uczestnicy
| Wykonawca                        | Piosenka                        | Autor(zy)                                                                                  |
| -------------------------------- | ------------------------------- | ------------------------------------------------------------------------------------------ |
| Albin Johnsén                    | „Livet börjar nu”               | Robin Stjernberg, Albin Johnsén, Gino Yonan                                                |
| Amanda Aasa                      | „Late”                          | Amanda Aasa, Siri Jansson, Erik Grahn, Alex Shield                                         |
| Anis don Demina                  | „Vem e som oss”                 | Anderz Wrethov, Johanna Elkesdotter Wrethov, Anis Don Demina, Robin Svensk                 |
| Anna Bergendahl                  | „Kingdom Come”                  | Bobby Ljunggren, Thomas G:son, Erik Bernholm, Anna Bergendahl                              |
| Dotter                           | „Bulletproof”                   | Dino Medanhodzic, Johanna Jansson, Erik Dahlqvist                                          |
| Drängarna                        | „Piga och dräng”                | Anders Wigelius, Robert Norberg, Jimmy Jansson                                             |
| Ellen Benediktson & Simon Peyron | „Surface”                       | Paul Rey, Laurell Barker, Anderz Wrethov, Sebastian von Koenigsegg, Ellen Benediktson      |
| Faith Kakembo                    | „Crying Rivers”                 | Jörgen Elofsson, Liz Rodrigues                                                             |
| Felix Sandman                    | „Boys with Emotions”            | Tony Ferrari, Parker James, Peter Thomas, Philip Bentley, Nicki Adamsson, Felix Sandman    |
| Frida Öhrn                       | „We Are One”                    | Frida Öhrn, Hampus Eurenius, Nicklas Eklund                                                |
| Hanna Ferm                       | „Brave”                         | David Kjellstrand, Jimmy Jansson, Laurell Barker                                           |
| Jakob Karlberg                   | „Om du tror att jag saknar dig” | Nanne Grönvall, Isak Hallén, Henrik Moreborg, Jakob Karlberg                               |
| Klara Hammarström                | „Nobody”                        | Erik Smaaland, Palle Hammarlund, Klara Hammarström                                         |
| Linda Bengtzing                  | „Alla mina sorger”              | Yvonne Dahlbom, Jesper Welander, Adam Jönsson, Linda Bengtzing                             |
| Malou Prytz                      | „Ballerina”                     | Thomas G:son, Peter Boström, Jimmy Jansson                                                 |
| Mariette                         | „Shout It Out”                  | Thomas G:son, Cassandra Ströberg, Alex Shield, Mariette Hansson                            |
| Méndez feat. Alvaro Estrella     | „Vamos amigos”                  | Palle Hammarlund, Jimmy Jansson, Jakke Erixson, Leo Mendéz                                 |
| Mohombi                          | „Winners”                       | Jimmy Jansson, Mohombi Moupondo, Palle Hammarlund                                          |
| Nanne Grönvall                   | „Carpool Karaoke”               | Nanne Grönvall, Peter Grönvall                                                             |
| OVÖ                              | „Inga problem”                  | Nicholas Frandsen, Lukas Nathanson, Jean-Willy Akofely, Nickie Osenius Kouakou             |
| Paul Rey                         | „Talking in My Sleep”           | Paul Rey, Lukas Hällgren, Alexander Standal Pavelich                                       |
| Robin Bengtsson                  | „Take a Chance”                 | Jimmy Jansson, Karl-Frederik Reichhardt, Marcus Winther-John                               |
| Sonja Aldén                      | „Sluta aldrig gå”               | Bobby Ljunggren, David Lindgren Zacharias, Sonja Aldén                                     |
| Suzi P                           | „Moves”                         | Joy Deb, Suzi Pancekov, Aniela Eklund, Malou Ruotsalainen, Chanel Tukia, Kenny Silverdique |
| The Mamas                        | „Move”                          | Melanie Wehbe, Patrik Jean, Herman Gardarfve                                               |
| Thorsten Flinck                  | „Miraklernas tid”               | Thomas G:son                                                                               |
| Jan Johansen                     | „Miraklernas tid”               | Thomas G:son                                                                               |
| Victor Crone                     | „Troubled Waters”               | Dino Medanhodzic, Benjamin Jennebo, Victor Crone                                           |
| William Stridh                   | „Molnljus”                      | Markus Lidén, Christian Holmström, David Kreuger, William Stridh                           |

## Półfinały

### Półfinał 1
Pierwszy półfinał odbył się 1 lutego w hali Saab Arena w Linköpingu.
| L.p. | Wykonawca       | Piosenka             | Widzowie      | Widzowie | Miejsce | Rezultat     |
| L.p. | Wykonawca       | Piosenka             | Liczba głosów | Punkty   | Miejsce | Rezultat     |
| ---- | --------------- | -------------------- | ------------- | -------- | ------- | ------------ |
| 1    | The Mamas       | „Move”               | 1,370,798     | 86       | 1       | Finał        |
| 2    | Suzi P          | „Moves”              | 582,520       | 16       | 7       | Odpadła      |
| 3    | Robin Bengtsson | „Take a Chance”      | 1,267,149     | 84       | 2       | Finał        |
| 4    | Malou Prytz     | „Ballerina”          | 1,146,797     | 58       | 3       | Druga szansa |
| 5    | OVÖ             | „Inga problem”       | 633,485       | 19       | 6       | Odpadli      |
| 6    | Sonja Aldén     | „Sluta aldrig gå”    | 661,376       | 32       | 5       | Odpadła      |
| 7    | Felix Sandman   | „Boys with Emotions” | 1,080,040     | 52       | 4       | Druga szansa |

Legenda:
     Uczestnicy, którzy awansowali do finału
     Uczestnicy, którzy trafili do drugiej szansy
| Szczegółowe wyniki głosowania telewidzów | Szczegółowe wyniki głosowania telewidzów | Szczegółowe wyniki głosowania telewidzów | Szczegółowe wyniki głosowania telewidzów | Szczegółowe wyniki głosowania telewidzów | Szczegółowe wyniki głosowania telewidzów | Szczegółowe wyniki głosowania telewidzów | Szczegółowe wyniki głosowania telewidzów | Szczegółowe wyniki głosowania telewidzów | Szczegółowe wyniki głosowania telewidzów |
| Lp.                                      | Piosenka                                 | Grupa wiekowa                            | Grupa wiekowa                            | Grupa wiekowa                            | Grupa wiekowa                            | Grupa wiekowa                            | Grupa wiekowa                            | Grupa wiekowa                            | Głosowanie telefoniczne                  |
| Lp.                                      | Piosenka                                 | 3-9                                      | 10-15                                    | 16-29                                    | 30-44                                    | 45-59                                    | 60-74                                    | 75+                                      | Głosowanie telefoniczne                  |
| ---------------------------------------- | ---------------------------------------- | ---------------------------------------- | ---------------------------------------- | ---------------------------------------- | ---------------------------------------- | ---------------------------------------- | ---------------------------------------- | ---------------------------------------- | ---------------------------------------- |
| 1                                        | „Move”                                   | 6                                        | 12                                       | 12                                       | 12                                       | 12                                       | 10                                       | 10                                       | 12                                       |
| 2                                        | „Take a Chance”                          | 12                                       | 10                                       | 8                                        | 10                                       | 10                                       | 12                                       | 12                                       | 10                                       |
| 3                                        | „Ballerina”                              | 10                                       | 8                                        | 6                                        | 8                                        | 8                                        | 4                                        | 8                                        | 6                                        |
| 4                                        | „Boys with Emotions”                     | 8                                        | 6                                        | 10                                       | 6                                        | 6                                        | 6                                        | 6                                        | 4                                        |
| 5                                        | "Sluta aldrig gå"                        | 1                                        | 1                                        | 2                                        | 4                                        | 4                                        | 8                                        | 4                                        | 8                                        |
| 6                                        | „Inga problem”                           | 2                                        | 4                                        | 4                                        | 2                                        | 2                                        | 1                                        | 2                                        | 2                                        |
| 7                                        | „Moves”                                  | 4                                        | 2                                        | 1                                        | 1                                        | 1                                        | 2                                        | 1                                        | 1                                        |

### Półfinał 2
Drugi półfinał odbył się 8 lutego w hali Scandinavium w Göteborgu. Początkowo w konkursie miał startować Thorsten Flinck, jednak 2 lutego telewizja ogłosiła dyskwalifikację uczestnika z powodu trwającego procesu karnego przeciwko niemu ze względu na groźby karalne i wandalizm. Miejsce wykonawcy w konkursie zajął Jan Johansen.
| L.p. | Wykonawca                    | Piosenka              | Widzowie      | Widzowie | Miejsce | Rezultat     |
| L.p. | Wykonawca                    | Piosenka              | Liczba głosów | Punkty   | Miejsce | Rezultat     |
| ---- | ---------------------------- | --------------------- | ------------- | -------- | ------- | ------------ |
| 1    | Klara Hammarström            | „Nobody”              | 951,815       | 40       | 5       | Odpadła      |
| 2    | Jan Johansen                 | „Miraklernas tid”     | 501,335       | 8        | 7       | Odpadł       |
| 3    | Dotter                       | „Bulletproof”         | 1,160,616     | 74       | 2       | Finał        |
| 4    | Méndez feat. Alvaro Estrella | „Vamos amigos”        | 1,070,755     | 66       | 3       | Druga szansa |
| 5    | Linda Bengtzing              | „Alla mina sorger”    | 717,043       | 18       | 6       | Odpadła      |
| 6    | Paul Rey                     | „Talking in My Sleep” | 1,029,652     | 62       | 4       | Druga szansa |
| 7    | Anna Bergendahl              | „Kingdom Come”        | 1,140,812     | 76       | 1       | Finał        |

Legenda:
     Uczestnicy, którzy awansowali do finału
     Uczestnicy, którzy trafili do drugiej szansy
| Szczegółowe wyniki głosowania telewidzów | Szczegółowe wyniki głosowania telewidzów | Szczegółowe wyniki głosowania telewidzów | Szczegółowe wyniki głosowania telewidzów | Szczegółowe wyniki głosowania telewidzów | Szczegółowe wyniki głosowania telewidzów | Szczegółowe wyniki głosowania telewidzów | Szczegółowe wyniki głosowania telewidzów | Szczegółowe wyniki głosowania telewidzów | Szczegółowe wyniki głosowania telewidzów |
| Lp.                                      | Piosenka                                 | Grupa wiekowa                            | Grupa wiekowa                            | Grupa wiekowa                            | Grupa wiekowa                            | Grupa wiekowa                            | Grupa wiekowa                            | Grupa wiekowa                            | Głosowanie telefoniczne                  |
| Lp.                                      | Piosenka                                 | 3-9                                      | 10-15                                    | 16-29                                    | 30-44                                    | 45-59                                    | 60-74                                    | 75+                                      | Głosowanie telefoniczne                  |
| ---------------------------------------- | ---------------------------------------- | ---------------------------------------- | ---------------------------------------- | ---------------------------------------- | ---------------------------------------- | ---------------------------------------- | ---------------------------------------- | ---------------------------------------- | ---------------------------------------- |
| 1                                        | „Kingdom Come”                           | 6                                        | 4                                        | 6                                        | 12                                       | 12                                       | 12                                       | 12                                       | 12                                       |
| 2                                        | „Bulletproof”                            | 8                                        | 12                                       | 10                                       | 10                                       | 10                                       | 6                                        | 8                                        | 10                                       |
| 3                                        | „Vamos amigos”                           | 12                                       | 10                                       | 8                                        | 8                                        | 8                                        | 8                                        | 6                                        | 6                                        |
| 4                                        | „Talking in My Sleep”                    | 4                                        | 6                                        | 12                                       | 6                                        | 6                                        | 10                                       | 10                                       | 8                                        |
| 5                                        | „Nobody”                                 | 10                                       | 8                                        | 4                                        | 4                                        | 4                                        | 2                                        | 4                                        | 4                                        |
| 6                                        | „Alla mina sorger”                       | 2                                        | 2                                        | 2                                        | 2                                        | 2                                        | 4                                        | 2                                        | 2                                        |
| 7                                        | „Miraklernas tid”                        | 1                                        | 1                                        | 1                                        | 1                                        | 1                                        | 1                                        | 1                                        | 1                                        |

### Półfinał 3
Trzeci półfinał odbył się 15 lutego w hali Coop Norrbotten Arena w Lulei.
| L.p. | Wykonawca       | Piosenka          | Widzowie      | Widzowie | Miejsce | Rezultat     |
| L.p. | Wykonawca       | Piosenka          | Liczba głosów | Punkty   | Miejsce | Rezultat     |
| ---- | --------------- | ----------------- | ------------- | -------- | ------- | ------------ |
| 1    | Mariette        | „Shout It Out”    | 1,215,521     | 88       | 1       | Finał        |
| 2    | Albin Johnsén   | „Livet börjar nu” | 470,431       | 9        | 7       | Odpadł       |
| 3    | Drängarna       | „Piga och Dräng”  | 921,811       | 56       | 4       | Druga szansa |
| 4    | Amanda Aasa     | „Late”            | 534,652       | 18       | 6       | Odpadła      |
| 5    | Anis don Demina | „Vem är som oss”  | 1,107,528     | 60       | 3       | Druga Szansa |
| 6    | Faith Kakembo   | „Crying Rivers”   | 733,502       | 51       | 5       | Odpadła      |
| 7    | Mohombi         | „Winners”         | 1,031,906     | 62       | 2       | Finał        |

Legenda:
     Uczestnicy, którzy awansowali do finału
     Uczestnicy, którzy trafili do drugiej szansy
| Szczegółowe wyniki głosowania telewidzów | Szczegółowe wyniki głosowania telewidzów | Szczegółowe wyniki głosowania telewidzów | Szczegółowe wyniki głosowania telewidzów | Szczegółowe wyniki głosowania telewidzów | Szczegółowe wyniki głosowania telewidzów | Szczegółowe wyniki głosowania telewidzów | Szczegółowe wyniki głosowania telewidzów | Szczegółowe wyniki głosowania telewidzów | Szczegółowe wyniki głosowania telewidzów |
| Lp.                                      | Piosenka                                 | Grupa wiekowa                            | Grupa wiekowa                            | Grupa wiekowa                            | Grupa wiekowa                            | Grupa wiekowa                            | Grupa wiekowa                            | Grupa wiekowa                            | Głosowanie telefoniczne                  |
| Lp.                                      | Piosenka                                 | 3-9                                      | 10-15                                    | 16-29                                    | 30-44                                    | 45-59                                    | 60-74                                    | 75+                                      | Głosowanie telefoniczne                  |
| ---------------------------------------- | ---------------------------------------- | ---------------------------------------- | ---------------------------------------- | ---------------------------------------- | ---------------------------------------- | ---------------------------------------- | ---------------------------------------- | ---------------------------------------- | ---------------------------------------- |
| 1                                        | „Shout It Out”                           | 12                                       | 10                                       | 10                                       | 12                                       | 12                                       | 12                                       | 12                                       | 8                                        |
| 2                                        | „Winners”                                | 10                                       | 8                                        | 6                                        | 8                                        | 10                                       | 8                                        | 8                                        | 4                                        |
| 3                                        | „Vem e som oss”                          | 8                                        | 12                                       | 12                                       | 10                                       | 4                                        | 4                                        | 4                                        | 6                                        |
| 4                                        | „Piga och dräng”                         | 6                                        | 6                                        | 8                                        | 6                                        | 6                                        | 6                                        | 6                                        | 12                                       |
| 5                                        | „Crying Rivers”                          | 1                                        | 4                                        | 4                                        | 4                                        | 8                                        | 10                                       | 10                                       | 10                                       |
| 6                                        | „Late”                                   | 4                                        | 2                                        | 2                                        | 2                                        | 2                                        | 2                                        | 2                                        | 2                                        |
| 7                                        | „Livet börjar nu”                        | 2                                        | 1                                        | 1                                        | 1                                        | 1                                        | 1                                        | 1                                        | 1                                        |

### Półfinał 4
Czwarty półfinał odbył się 22 lutego w hali Malmö Arena w Malmö.
| L.p. | Wykonawca                        | Piosenka                        | Widzowie      | Widzowie | Miejsce | Rezultat     |
| L.p. | Wykonawca                        | Piosenka                        | Liczba głosów | Punkty   | Miejsce | Rezultat     |
| ---- | -------------------------------- | ------------------------------- | ------------- | -------- | ------- | ------------ |
| 1    | Frida Öhrn                       | „We Are One”                    | 685,633       | 51       | 3       | Druga Szansa |
| 2    | William Stridh                   | „Molnljus”                      | 700,582       | 36       | 5       | Odpadł       |
| 3    | Nanne Grönvall                   | „Carpool Karaoke”               | 548,116       | 21       | 7       | Odpadła      |
| 4    | Victor Crone                     | „Troubled Waters”               | 1,072,105     | 82       | 2       | Finał        |
| 5    | Ellen Benediktson i Simon Peyron | „Surface”                       | 698,364       | 38       | 4       | Druga Szansa |
| 6    | Jakob Karlberg                   | „Om du tror att jag saknar dig” | 619,888       | 22       | 6       | Odpadł       |
| 7    | Hanna Ferm                       | „Brave”                         | 1,174,481     | 94       | 1       | Finał        |

Legenda:
     Uczestnicy, którzy awansowali do finału
     Uczestnicy, którzy trafili do drugiej szansy
| Szczegółowe wyniki głosowania telewidzów | Szczegółowe wyniki głosowania telewidzów | Szczegółowe wyniki głosowania telewidzów | Szczegółowe wyniki głosowania telewidzów | Szczegółowe wyniki głosowania telewidzów | Szczegółowe wyniki głosowania telewidzów | Szczegółowe wyniki głosowania telewidzów | Szczegółowe wyniki głosowania telewidzów | Szczegółowe wyniki głosowania telewidzów | Szczegółowe wyniki głosowania telewidzów |
| Lp.                                      | Piosenka                                 | Grupa wiekowa                            | Grupa wiekowa                            | Grupa wiekowa                            | Grupa wiekowa                            | Grupa wiekowa                            | Grupa wiekowa                            | Grupa wiekowa                            | Głosowanie telefoniczne                  |
| Lp.                                      | Piosenka                                 | 3-9                                      | 10-15                                    | 16-29                                    | 30-44                                    | 45-59                                    | 60-74                                    | 75+                                      | Głosowanie telefoniczne                  |
| ---------------------------------------- | ---------------------------------------- | ---------------------------------------- | ---------------------------------------- | ---------------------------------------- | ---------------------------------------- | ---------------------------------------- | ---------------------------------------- | ---------------------------------------- | ---------------------------------------- |
| 1                                        | „Brave”                                  | 12                                       | 12                                       | 10                                       | 12                                       | 12                                       | 12                                       | 12                                       | 12                                       |
| 2                                        | „Troubled Waters”                        | 10                                       | 10                                       | 12                                       | 10                                       | 10                                       | 10                                       | 10                                       | 10                                       |
| 3                                        | „We Are One”                             | 6                                        | 4                                        | 1                                        | 8                                        | 8                                        | 8                                        | 8                                        | 8                                        |
| 4                                        | „Surface”                                | 4                                        | 6                                        | 4                                        | 6                                        | 6                                        | 4                                        | 4                                        | 4                                        |
| 5                                        | „Molnljus”                               | 8                                        | 8                                        | 6                                        | 4                                        | 1                                        | 1                                        | 2                                        | 6                                        |
| 6                                        | „Om du tror att jag saknar dig”          | 2                                        | 2                                        | 8                                        | 2                                        | 4                                        | 2                                        | 1                                        | 1                                        |
| 7                                        | "Carpool Karaoke"                        | 1                                        | 1                                        | 2                                        | 1                                        | 2                                        | 6                                        | 6                                        | 2                                        |

## Druga szansa
Koncert drugiej szansy odbył się 29 lutego w hali Stiga Sports Arena w Eskilstunie.
| Duet | L.p.                             | Artysta               | Piosenka | Widzowie      | Widzowie | Rezultat |
| Duet | L.p.                             | Artysta               | Piosenka | Liczba głosów | Punkty   | Rezultat |
| ---- | -------------------------------- | --------------------- | -------- | ------------- | -------- | -------- |
| I    |                                  |                       |          |               |          |          |
| 1    | Anis don Demina                  | „Vem e som oss”       | 937,009  | 7             | Finał    |          |
| 2    | Ellen Benediktson i Simon Peyron | „Surface”             | 566,544  | 1             | Odpadli  |          |
| II   |                                  |                       |          |               |          |          |
| 1    | Malou Prytz                      | „Ballerina”           | 833,780  | 3             | Odpadła  |          |
| 2    | Paul Rey                         | „Talking in My Sleep” | 810,439  | 5             | Finał    |          |
| III  |                                  |                       |          |               |          |          |
| 1    | Felix Sandman                    | „Boys with Emotions”  | 793,582  | 4             | Finał    |          |
| 2    | Frida Öhrn                       | „We Are One”          | 550,632  | 4             | Odpadła  |          |
| IV   |                                  |                       |          |               |          |          |
| 1    | Méndez feat. Alvaro Estrella     | „Vamos amigos”        | 805,286  | 4             | Finał    |          |
| 2    | Drängarna                        | „Piga och dräng”      | 685,762  | 4             | Odpadli  |          |

Legenda:
     Uczestnicy, którzy awansowali do finału
| Szczegółowe wyniki głosowania telewidzów | Szczegółowe wyniki głosowania telewidzów | Szczegółowe wyniki głosowania telewidzów | Szczegółowe wyniki głosowania telewidzów | Szczegółowe wyniki głosowania telewidzów | Szczegółowe wyniki głosowania telewidzów | Szczegółowe wyniki głosowania telewidzów | Szczegółowe wyniki głosowania telewidzów | Szczegółowe wyniki głosowania telewidzów | Szczegółowe wyniki głosowania telewidzów | Szczegółowe wyniki głosowania telewidzów |
| Duet                                     | Lp.                                      | Piosenka                                 | Grupa wiekowa                            | Grupa wiekowa                            | Grupa wiekowa                            | Grupa wiekowa                            | Grupa wiekowa                            | Grupa wiekowa                            | Grupa wiekowa                            | Głosowanie telefoniczne                  |
| Duet                                     | Lp.                                      | Piosenka                                 | 3-9                                      | 10-15                                    | 16-29                                    | 30-44                                    | 45-59                                    | 60-74                                    | 75+                                      | Głosowanie telefoniczne                  |
| ---------------------------------------- | ---------------------------------------- | ---------------------------------------- | ---------------------------------------- | ---------------------------------------- | ---------------------------------------- | ---------------------------------------- | ---------------------------------------- | ---------------------------------------- | ---------------------------------------- | ---------------------------------------- |
| I                                        | 1                                        | „Vem e som oss”                          | 1                                        | 1                                        | 1                                        | 1                                        | 1                                        | 0                                        | 1                                        | 1                                        |
| I                                        | 2                                        | „Surface”                                | 0                                        | 0                                        | 0                                        | 0                                        | 0                                        | 1                                        | 0                                        | 0                                        |
| II                                       | 1                                        | „Ballerina”                              | 1                                        | 1                                        | 0                                        | 1                                        | 0                                        | 0                                        | 0                                        | 0                                        |
| II                                       | 2                                        | „Talking in My Sleep”                    | 0                                        | 0                                        | 1                                        | 0                                        | 1                                        | 1                                        | 1                                        | 1                                        |
| III                                      | 1                                        | „Boys with Emotions”                     | 1                                        | 1                                        | 1                                        | 1                                        | 0                                        | 0                                        | 0                                        | 0                                        |
| III                                      | 2                                        | „We Are One”                             | 0                                        | 0                                        | 0                                        | 0                                        | 1                                        | 1                                        | 1                                        | 1                                        |
| IV                                       | 1                                        | „Vamos amigos”                           | 1                                        | 1                                        | 0                                        | 1                                        | 1                                        | 0                                        | 0                                        | 0                                        |
| IV                                       | 2                                        | „Piga och dräng”                         | 0                                        | 0                                        | 1                                        | 0                                        | 0                                        | 1                                        | 1                                        | 1                                        |

## Finał
Finał odbył się 7 marca w Friends Arena w Solnie w Sztokholmie.
| L.p. | Artysta                      | Piosenka              | Jurorzy | Widzowie      | Widzowie | Razem | Miejsce |
| L.p. | Artysta                      | Piosenka              | Jurorzy | Liczba głosów | Punkty   | Razem | Miejsce |
| ---- | ---------------------------- | --------------------- | ------- | ------------- | -------- | ----- | ------- |
| 1    | Victor Crone                 | „Troubled Waters”     | 19      | 1,058,691     | 38       | 57    | 9       |
| 2    | Paul Rey                     | „Talking in My Sleep” | 35      | 1,086,230     | 33       | 68    | 6       |
| 3    | The Mamas                    | „Move”                | 65      | 1,610,446     | 72       | 137   | 1       |
| 4    | Mohombi                      | „Winners”             | 20      | 787,224       | 6        | 26    | 12      |
| 5    | Hanna Ferm                   | „Brave”               | 25      | 1,335,870     | 69       | 94    | 4       |
| 6    | Méndez feat. Alvaro Estrella | „Vamos amigos”        | 19      | 882,046       | 21       | 40    | 11      |
| 7    | Dotter                       | „Bulletproof”         | 65      | 1,489,636     | 71       | 136   | 2       |
| 8    | Robin Bengtsson              | „Take a Chance”       | 35      | 891,620       | 28       | 63    | 8       |
| 9    | Mariette                     | „Shout It Out”        | 42      | 719,420       | 9        | 51    | 10      |
| 10   | Felix Sandman                | „Boys with Emotions”  | 53      | 827,809       | 14       | 67    | 7       |
| 11   | Anna Bergendahl              | „Kingdom Come”        | 46      | 1,244,146     | 61       | 107   | 3       |
| 12   | Anis Don Demina              | „Vem e som oss”       | 40      | 1,168,875     | 42       | 82    | 5       |

| Szczegółowe wyniki głosowania telewidzów | Szczegółowe wyniki głosowania telewidzów | Szczegółowe wyniki głosowania telewidzów | Szczegółowe wyniki głosowania telewidzów | Szczegółowe wyniki głosowania telewidzów | Szczegółowe wyniki głosowania telewidzów | Szczegółowe wyniki głosowania telewidzów | Szczegółowe wyniki głosowania telewidzów | Szczegółowe wyniki głosowania telewidzów | Szczegółowe wyniki głosowania telewidzów | Szczegółowe wyniki głosowania telewidzów |
| Lp.                                      | Piosenka                                 | Grupa wiekowa                            | Grupa wiekowa                            | Grupa wiekowa                            | Grupa wiekowa                            | Grupa wiekowa                            | Grupa wiekowa                            | Grupa wiekowa                            | Głosowanie telefoniczne                  | Punkty                                   |
| Lp.                                      | Piosenka                                 | 3-9                                      | 10-15                                    | 16-29                                    | 30-44                                    | 45-59                                    | 60-74                                    | 75+                                      | Głosowanie telefoniczne                  | Punkty                                   |
| ---------------------------------------- | ---------------------------------------- | ---------------------------------------- | ---------------------------------------- | ---------------------------------------- | ---------------------------------------- | ---------------------------------------- | ---------------------------------------- | ---------------------------------------- | ---------------------------------------- | ---------------------------------------- |
| 1                                        | „Move”                                   | 5                                        | 12                                       | 12                                       | 10                                       | 10                                       | 7                                        | 8                                        | 8                                        | 72                                       |
| 2                                        | „Bulletproof”                            | 8                                        | 8                                        | 10                                       | 12                                       | 8                                        | 8                                        | 7                                        | 10                                       | 71                                       |
| 3                                        | „Kingdom Come”                           | 0                                        | 0                                        | 5                                        | 8                                        | 12                                       | 12                                       | 12                                       | 12                                       | 61                                       |
| 4                                        | „Brave”                                  | 12                                       | 10                                       | 6                                        | 7                                        | 7                                        | 10                                       | 10                                       | 7                                        | 69                                       |
| 5                                        | „Vem e som oss”                          | 6                                        | 6                                        | 8                                        | 6                                        | 4                                        | 0                                        | 6                                        | 6                                        | 42                                       |
| 6                                        | „Talking in My Sleep”                    | 4                                        | 7                                        | 7                                        | 5                                        | 2                                        | 3                                        | 3                                        | 2                                        | 33                                       |
| 7                                        | „Boys with Emotions”                     | 1                                        | 1                                        | 3                                        | 0                                        | 0                                        | 2                                        | 2                                        | 5                                        | 14                                       |
| 8                                        | „Take a Chance”                          | 2                                        | 3                                        | 1                                        | 2                                        | 5                                        | 6                                        | 5                                        | 4                                        | 28                                       |
| 9                                        | „Troubled Waters”                        | 7                                        | 5                                        | 4                                        | 4                                        | 6                                        | 5                                        | 4                                        | 3                                        | 38                                       |
| 10                                       | „Shout It Out”                           | 0                                        | 0                                        | 0                                        | 0                                        | 3                                        | 4                                        | 1                                        | 1                                        | 9                                        |
| 11                                       | „Vamos amigos”                           | 10                                       | 4                                        | 2                                        | 3                                        | 1                                        | 1                                        | 0                                        | 0                                        | 21                                       |
| 12                                       | „Winners”                                | 3                                        | 2                                        | 0                                        | 1                                        | 0                                        | 0                                        | 0                                        | 0                                        | 6                                        |

| Głosy jurorów | Głosy jurorów         | Głosy jurorów | Głosy jurorów | Głosy jurorów | Głosy jurorów | Głosy jurorów | Głosy jurorów | Głosy jurorów | Głosy jurorów | Głosy jurorów |
| L.p. | Piosenka              | Izrael        | Austria       | Armenia       | Australia     | Malta         | Islandia      | Francja       | Holandia      | Suma          |
| --- | --------------------- | ------------- | ------------- | ------------- | ------------- | ------------- | ------------- | ------------- | ------------- | ------------- |
| 1 | „Troubled Waters”     | 1             | 4             | 5             | 1             | 1             | 2             | 5             | —             | 19            |
| 2 | „Talking in My Sleep” | 6             | —             | 7             | 4             | 4             | —             | 10            | 4             | 35            |
| 3 | „Move”                | 4             | 6             | 12            | 10            | 12            | 8             | 6             | 7             | 65            |
| 4 | „Winners”             | 5             | 5             | —             | 3             | —             | 4             | 3             | —             | 20            |
| 5 | „Brave”               | 7             | —             | 3             | 2             | 7             | 3             | 2             | 1             | 25            |
| 6 | „Vamos amigos”        | —             | 1             | 2             | 7             | 3             | 1             | —             | 5             | 19            |
| 7 | „Bulletproof”         | 10            | 2             | 6             | 12            | 10            | 12            | 7             | 6             | 65            |
| 8 | „Take a Chance”       | 3             | 8             | 10            | —             | 6             | 5             | 1             | 2             | 35            |
| 9 | „Shout It Out”        | —             | 10            | 1             | —             | 5             | 6             | 12            | 8             | 42            |
| 10 | „Boys with Emotions”  | 8             | 7             | 8             | 8             | 2             | —             | 8             | 12            | 53            |
| 11 | „Kingdom Come”        | 12            | 3             | 4             | 6             | 8             | 10            | —             | 3             | 46            |
| 12 | „Vem e som oss”       | 2             | 12            | —             | 5             | —             | 7             | 4             | 10            | 40            |
| Członkowie międzynarodowej komisji jurorskiej |                       |               |               |               |               |               |               |               |               |               |
| - – Tali Eshkoli - – Marvin Dietmann - – Anush Ter-Ghukasyan - – Paul Clarke - – Clas Romander - – Selma Björnsdóttir - – Bruno Berberes - – Getty Kaspers |                       |               |               |               |               |               |               |               |               |               |

Legenda:
     Zdobywca pierwszego miejsca
     Zdobywca drugiego miejsca
     Zdobywca trzeciego miejsca